# Rolls-Royce Condor
Il Rolls-Royce Condor era un motore aeronautico a V di 60° raffreddato a liquido prodotto dalla britannica Rolls-Royce Limited negli anni venti. Era in pratica una versione ingrandita del Rolls-Royce Eagle e sviluppava 675 hp (503 kW).

## Versioni
- Mk.I
- Mk.Ia
- Mk.II
- Mk.III
- Mk.C.I.

## Velivoli Utilizzatori
Regno Unito
- Blackburn Iris I/II/III (idrovolante)
- de Havilland DH.54
- Hawker Horsley
- Short Singapore I/II (idrovolante)
- Vickers R100 (dirigibile)

più i seguenti prototipi:
- Avro 549 Aldershot (solo prototipo)
- Avro Andover
- Beardmore Inflexible
- de Havilland DH.14 Okapi (due prototipi realizzati)
- Hawker Hornbill (un solo esemplare)
- Vickers-Saunders Valentia
- Vickers Vanguard[2]
- Vickers Virginia (un solo prototipo)[2]